# Abt

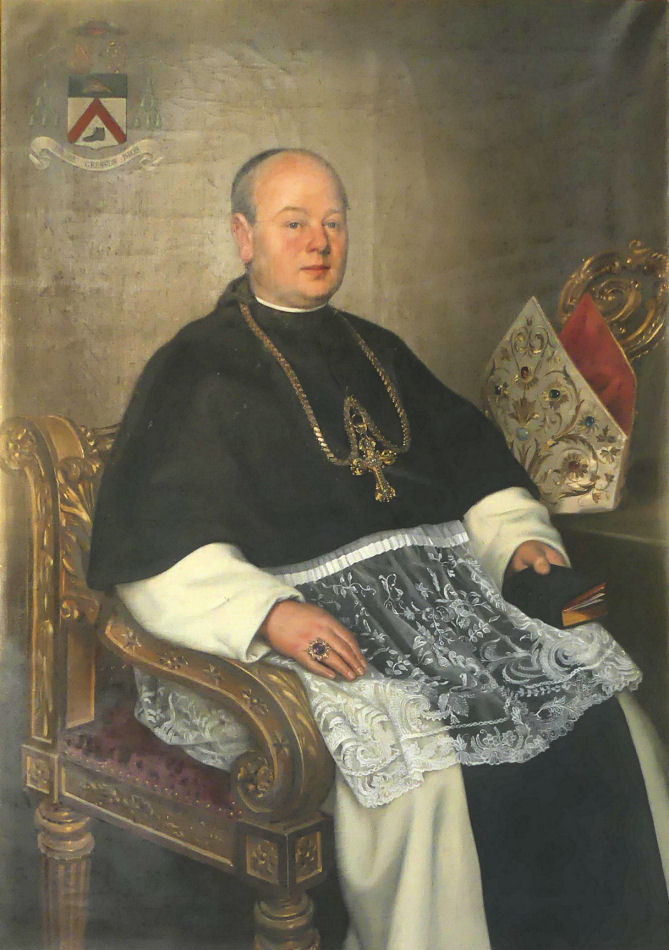
Der Zisterzienserabt Thomas Schoen von Bornem (Belgien) (1903): über dem Habit die Chorkleidung des Prälaten, bestehend aus der Mozetta mit Brustkreuz, an der Hand den Abtsring mit dem Amethysten. Im Hintergrund sein Abtswappen und die weiteren Insignien Krummstab und Mitra.

Abt (von spätlateinisch abbas, aus aramäisch abba „Vater“, aus hebräisch ab) ist ein dem Vorsteher eines Klosters verliehener Titel. Ursprünglich war das Wort Abba („Vater“) eine im weiteren Sinn für jeden Mönch gebrauchte ehrenvolle Anrede, seit dem 5./6. Jahrhundert war die Bezeichnung Abt jedoch dem Oberen vorbehalten. Die weibliche Entsprechung ist die Äbtissin. Das Amt, die Amtszeit oder die Würde eines Abtes wird auch als Abbatiat, ein von einem Abt oder einer Äbtissin geleitetes Kloster meist als Abtei bezeichnet.
Vor allem monastische Orden in der katholischen Kirche wie die Benediktiner und Zisterzienser haben Äbte beziehungsweise Äbtissinnen. Auch Augustiner-Chorherren und die Prämonstratenserchorherren kennen sowohl Äbte als auch Pröpste.
Die Entsprechung des Amtes eines Abtes in den orthodoxen Kirchen oder im byzantinischen Ritus ist Hegumen bzw. Archimandrit.
Der Begriff ist nicht allein auf die christliche Religion eingeschränkt, sondern findet auch in den Religionen Asiens gelegentlich Verwendung, wenn es um die Rolle eines Klostervorstandes (in Japan beispielsweise um den 住職, jūshoku) geht.

## Wahl

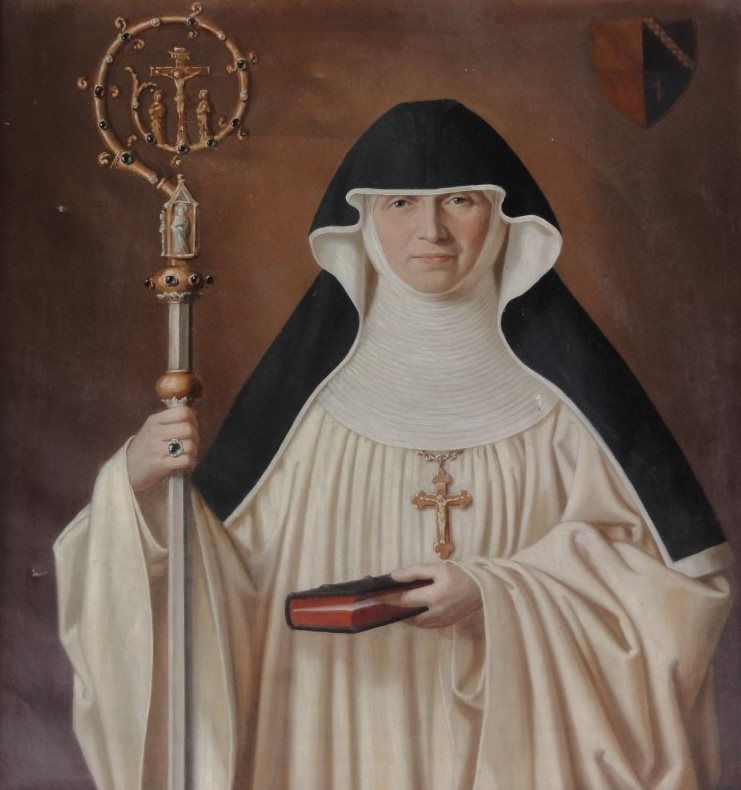
Maria Magdalena Kollefrath, von 1880 bis 1909 Äbtissin der Zisterzienserinnenabtei Lichtenthal, im Habit mit Kukulle, Krummstab und Brustkreuz

Äbte werden in der Regel auf unbestimmte Zeit gewählt; seit einiger Zeit ist in manchen Kongregationen jedoch eine auf zwölf oder wenigstens sechs Jahre begrenzte Amtszeit festgelegt. Die Konstitutionen der einzelnen Orden sehen oft auch einen Amtsverzicht zum 70. oder 75. Lebensjahr vor. Eine Verlängerung der Amtszeit ist jedoch unter bestimmten Voraussetzungen möglich. Ungeachtet dessen hat der Inhaber des Amtes jederzeit auch die Möglichkeit der Resignation, das heißt, des Amtsverzichtes.
Der Abt wird von allen ewigen Professen des Klosters gewählt. Wählbar waren in den Mönchsorden, die als klerikale Verbände gelten, stets nur Priester; mit einer Änderung des Kirchenrechts ermöglichte Papst Franziskus im Jahr 2022, dass auch Nichtkleriker (Laien) zu Äbten gewählt werden können. Der erste Abt nach dieser Regelung, der nicht Priester ist, ist seit 2024 Abt Isaac Murphy OSB der Saint Anselm Abbey, New Hampshire. Äbte gehören zu den Prälaten. Unabhängig davon gehören zum Kreis derer, die für das Amt als wählbar gelten, in der Regel nur Konventsmitglieder ab einem festgelegten Lebensalter, deren ewige Profess bereits mindestens eine bestimmte Anzahl von Jahren zurückliegt.
Das Ergebnis der Wahl zum Abt oder zur Äbtissin wird dem Ortsbischof und dem Apostolischen Stuhl sowie der Ordensleitung mitgeteilt. Eine Bestätigung der Wahl durch den Papst ist nur nötig, wenn der neugewählte Abt zugleich Präses seiner Kongregation ist oder der Gewählte kein Priester ist. In den anderen Fällen bestätigt der Generalabt oder Abtpräses der Kongregation die Wahl. Anschließend empfängt der gewählte Abt die Abtsbenediktion und die Insignien seines Amtes, (Krummstab, Ring und Pektorale). Der Abt nimmt oft auch die Mitra entgegen.

## Abtsbenediktion
Die Abtsbenediktion, in der kirchlichen Tradition fälschlich auch Abtsweihe oder Äbtissinnenweihe genannt, ist die liturgische Einführung eines Abtes in sein neues Amt und die Erteilung des feierlichen Segens für den Gewählten. Die Abtsbenediktion lehnt sich zwar liturgisch stark an eine Bischofsweihe an, ist jedoch ein Sakramentale. Die Abtsbenediktion wird in der Regel vom zuständigen Ortsbischof gespendet. Sie stellt keine Beauftragung durch den Ortsbischof dar, wohl aber den kirchlichen Segen für den Dienst des gewählten Abtes in seiner Gemeinschaft und mittelbar für das ausgeübte Apostolat der Gemeinschaft in der jeweiligen Ortskirche und in der Weltkirche. In der Benediktionsfeier werden dem oder der Erwählten die Ordensregel und die Amtszeichen (Stab und Ring) überreicht, dem infulierten Abt auch die Mitra. Bei der Äbtissinnenweihe entfällt das Aufsetzen der Mitra. Historisch gab es jedoch sehr seltene Ausnahmen, wovon die der spanischen Äbtissinnen von Burgos und Santa María la Real de Las Huelgas bekannt sind, die sehr viel geistliche und weltliche Macht besaßen und denen bis 1873 auch die Mitra übergeben wurde; auch führten diese wie die männlichen Ordensoberen den Titel eines Prälaten. Erhalten geblieben ist bei diesen die Mitra als Insigne der Äbtissinnen in manchen ihrer Wappen.

## Amtsgewalt

Wappen eines römisch-katholischen Abtes, erkennbar am Prälatenhut (galero) mit zwölf seitlich herabhängenden Quasten (fiocchi) sowie am hinter dem Wappenschild aufgerichteten Krummstab (Pastorale)

Wappen einer Äbtissin

Abteien sind grundsätzlich exemt und unterstehen damit direkt dem Heiligen Stuhl. Die Äbte üben teils väterliche Gewalt (potestas dominativa), teils Jurisdiktionsgewalt aus. Diese umfasst die Verwaltung des Klostervermögens, die Leitung des Klosters und die Disziplin der Angehörigen. Bei der Veräußerung von Klostergütern müssen sie laut Kirchenrecht die Zustimmung des Rates einholen. Ebenso ist in anderen wichtigen Fragen, je nach Bestimmung des Kirchenrechtes und der Ausgestaltung in der eigenen Ordensregel, der Abtsrat anzuhören oder es muss seine Zustimmung eingeholt werden.
Äbte bei den Benediktinern, den Zisterziensern und einem Teil der Augustiner- und Prämonstratenserchorherren sind Souveräne über die Abtei und direkt dem Papst unterstellt. Im Mittelalter hatten manche Äbte als Fürstäbte auch weltliche Gewalt und Gerichtsbarkeit in den Besitzungen der Abtei. In besonderen Fällen, wie etwa bei den Zisterzienserinnen von Las Huelgas oder im italienischen San Benedetto in Conversano, hatte auch die Äbtissin eines Klosters solche quasi-bischöflichen Vollmachten und trug den Titel Prälat.
Von den wirklichen, das heißt den Regularäbten, waren früher die Säkular-, Kommendatar- und Laienäbte zu unterscheiden – diese waren Personen, die die Pfründe, also die wirtschaftlichen Einkünfte eines Klosters innehatten, ohne jedoch im Kloster zu wohnen und die Amtsgeschäfte zu führen. Der Kommendatarabt war oft ein Weltgeistlicher oder Laie, der vom jeweiligen Landesherrn ernannt wurde. Die geistliche Leitung des Klosters lag meist hauptsächlich bei einem Mönch des Klosters, der oft als Prior betitelt wurde. Schon seit der Merowingerzeit wurden im fränkischen Reich Laien mit Abteien belehnt. Der zuerst unter Karl Martell aufgetretene Brauch wurde zwar von der Kirche meist bekämpft, doch je nach politischer Macht der jeweiligen Landesherrn blieb der Kirche zeitweise nichts anderes übrig, als diese Praxis zu akzeptieren. So hatte auf Grund eines zwischen Papst Leo X. und König Franz I. von Frankreich zwischen 1515 und 1521 geschlossenen Kontrakts der König von Frankreich das Recht, 225 Abbés commendataires, also Kommendataräbte, für fast alle französischen Abteien zu ernennen. Diese bezogen Einkünfte aus einem Kloster, ohne dafür Dienst leisten zu müssen. Mit der Französischen Revolution bzw. nach der Säkularisation in Deutschland erlosch die Praxis der Vergabe dieses Titels zu Beginn des 19. Jahrhunderts.
In seltenen Fällen wird der Titel und die geistliche Würde eines Abts vom Papst auch als Ehrentitel an Ordensleute verliehen, die das Amt nicht ausüben; man bezeichnet sie als Titularäbte. Diese empfangen zwar in der Regel die Abtsbenediktion, besitzen aber keine Leitungsgewalt über einen Konvent, sondern sind lediglich mit den – vor allem liturgischen – Vorrechten der Äbte ausgestattet.

## Stellvertreter des Abtes
Der Stellvertreter eines Abtes wird Prior oder in manchen Klöstern Dekan genannt, dessen Vertreter ist der Subprior. Prior/Dekan und Subprior werden wie die anderen Offizialen vom Abt ernannt und nicht vom Konvent gewählt.

## Verwandte Bezeichnungen
- Abtordinarius ist eine ältere Bezeichnung für den Abt einer Territorial- oder Gebietsabtei mit bistumsähnlicher Funktion. Der Abtordinarius hat die Jurisdiktionsgewalt eines Ortsbischofs, nicht aber dessen Weihegewalt. Er ist Mitglied der Bischofskonferenz des Landes. Seine Wahl muss vom Heiligen Stuhl bestätigt werden.

- Ein Abtbischof ist ein Abt, der auch die Bischofsweihe empfangen hat.

- Als Abtpräses wird der Vorsitzende einer monastischen Kongregation bezeichnet, zum Beispiel der Bayerischen Benediktinerkongregation.

- Der Abtprimas ist bei den Benediktinern der gewählte Leiter und Repräsentant der von Leo XIII. initiierten Benediktinischen Konföderation. Auch der Konföderation der Augustiner-Chorherren steht ein Abtprimas vor. Der Abtprimas vertritt seinen Orden beim Heiligen Stuhl, hat aber keine Leitungsbefugnis wie ein Generalabt.

- Als Altabt oder emeritierter Abt bezeichnet man den früheren Abt eines Klosters, der die Leitungsaufgabe einem Nachfolger übergeben hat und den Titel des Abtes daher ehrenhalber weiterhin trägt.

- Der Titel Erzabt bezeichnet einerseits den Vorsteher eines Mutterklosters (Kloster, von dem Neugründungen [Affiliationen] ausgingen) einer Kongregation des Benediktinerordens, andererseits kann der Titel auch ehrenhalber verliehen werden, wie zum Beispiel an die Äbte des Stiftes St. Peter in Salzburg. Der Generalabt der Zisterzienser der strengeren Observanz (Trappisten) trägt den Titel „Erzabt von Cîteaux“ ehrenhalber.

- Generalabt wird der für eine bestimmte Zeit gewählte Inhaber des obersten Leitungsamtes einiger Orden. Er hat seinen Sitz im sogenannten Generalatshaus in Rom und vertritt dort die Interessen sowohl des männlichen als auch des weiblichen Ordenszweiges beim Heiligen Stuhl. Bei den Augustiner-Chorherren dagegen wird als Generalabt der gewählte Leiter einer Kongregation bezeichnet.

- Ein Titularabt ist pro forma auf den Titel einer nicht mehr existenten Abtei benediziert, hat aber keine Leitungsgewalt.

## Evangelische Äbte
Im Zuge der Reformation behielten die evangelischen Äbte der reformierten Klöster zunächst die Amtsbezeichnung Abt bei. Im Laufe der Zeit setzten sich dann andere Bezeichnungen durch, so hießen die württembergischen Klostervorsteher bald nur noch Prälaten. Doch gibt es auch heute noch evangelische Konvente, deren Obere den Titel Abt bzw. Äbtissin tragen, z. B. in Loccum und Bursfelde.